# Gunsan
Gunsan (galement romanisé en Kunsan) est une ville de Corée du Sud, dans la province du Jeolla du Nord à 240 km au sud de Séoul.
Une base aérienne, Kunsan Air Base est installée à proximité.

## Jumelages

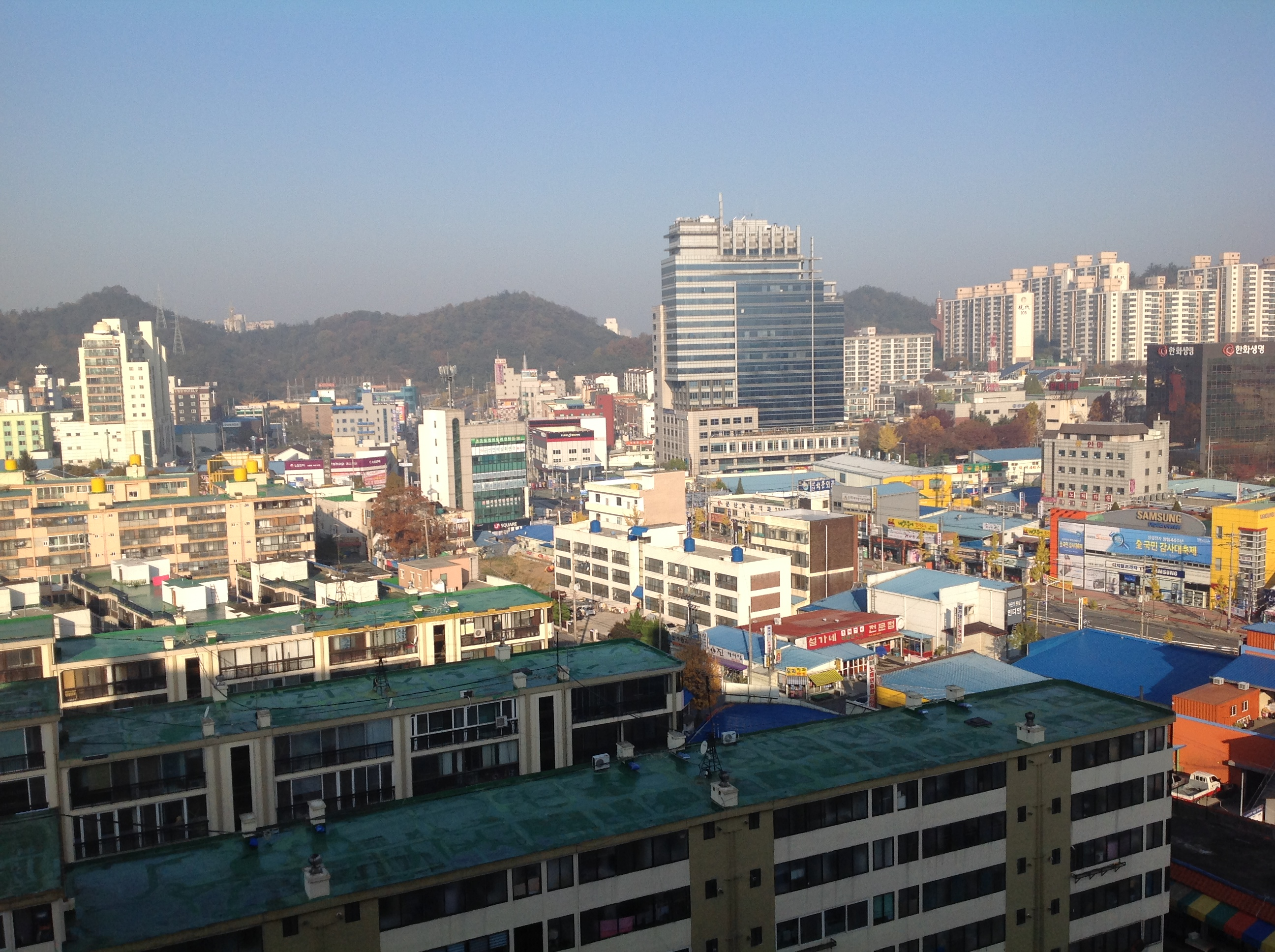
Vue générale.

- Tacoma (États-Unis) depuis 1979
- Yantai (Chine) depuis 1994
- Gimcheon (Corée du Sud) depuis 1998
- Dong-gu (Corée du Sud) depuis 2000
- Pimpri Chinchwad (Inde) depuis 2004
- Jamshedpur (Inde) depuis 2004
- Windsor (Canada) depuis 2005